# Mönchstraße 29 (Stralsund)
Das Gebäude Mönchstraße 29 in Stralsund ist ein denkmalgeschütztes Bauwerk in der Mönchstraße, Ecke Katharinenberg.

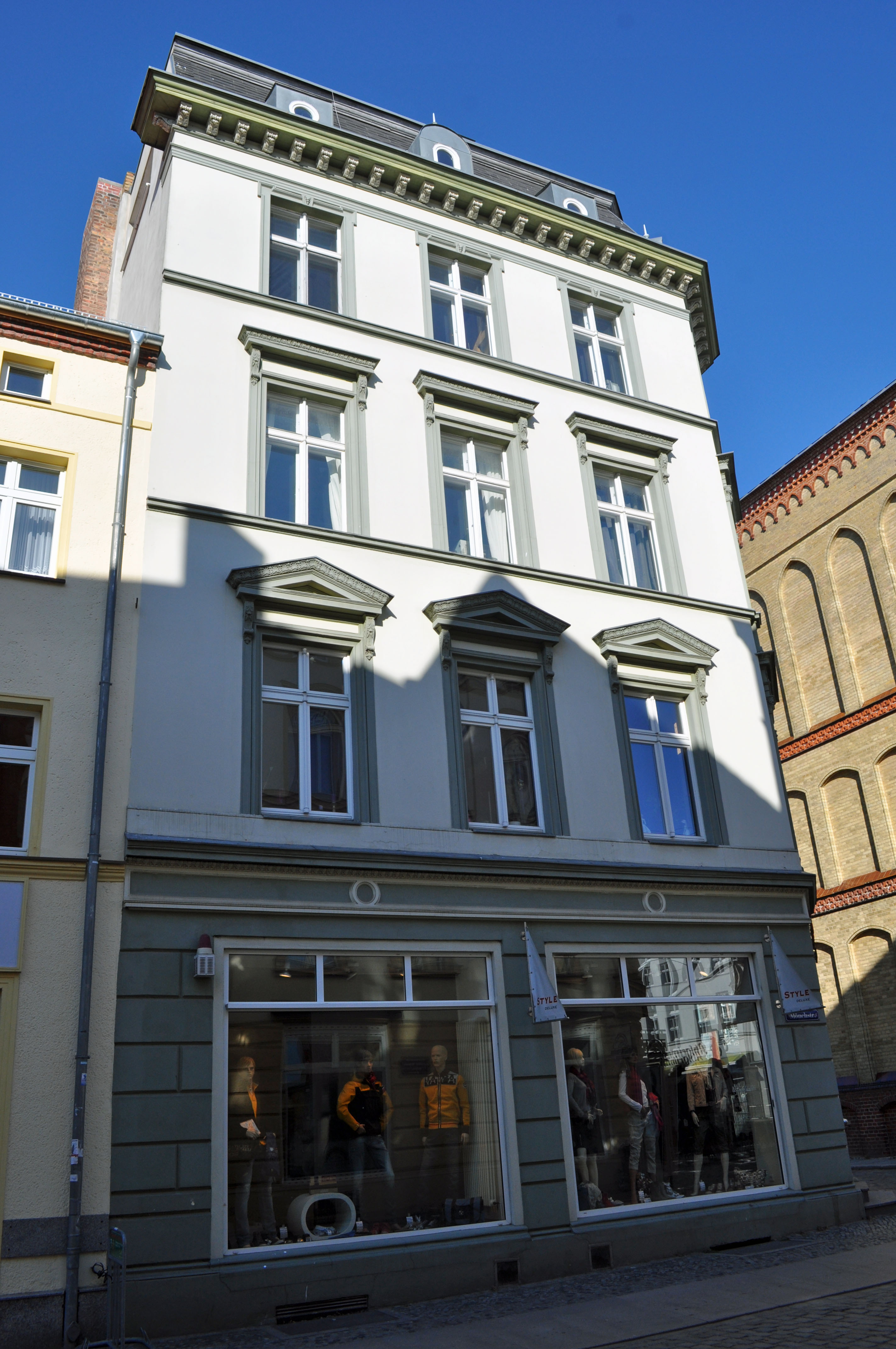
Haus Mönchstraße 29 in Stralsund (2012)

Das viergeschossige Haus wurde im Jahr 1865 als dreigeschossiger Bau errichtet; im Jahr 1895 wurde das dritte Obergeschoss aufgesetzt. Das Erdgeschoss wurde im Jahr 1933 umgebaut; das erste und zweite Obergeschoss weisen noch die ursprüngliche Gestaltung auf. Je drei Achsen zeigen zur Mönchstraße und zum Katharinenberg. In die abgeschrägte Eckachse ist der Geschäftseingang integriert, der Eingang vom Katharinenberg aus zeigt eine Holztür mit Schnitzereien.
Das Haus im Kerngebiet des von der UNESCO als Weltkulturerbe anerkannten Stadtgebietes des Kulturgutes „Historische Altstädte Stralsund und Wismar“ ist in die Liste der Baudenkmale in Stralsund eingetragen.